# Natasha Hernández
Pour les articles homonymes, voir Hernández.
Natasha Hernández, née le 19 avril 1966, est une judokate vénézuélienne. 
Elle est notamment championne du monde de judo en 1984 à Vienne dans la catégorie des moins de 61 kg.

## Palmarès international
| Année | Compétition                | Lieu         | Résultat | Catégorie      |
| ----- | -------------------------- | ------------ | -------- | -------------- |
| 1980  | Championnats panaméricains | Margarita    | 2e       | Moins de 58 kg |
| 1982  | Championnats panaméricains | Santiago     | 1re      | Moins de 56 kg |
| 1983  | Jeux panaméricains         | Caracas      | 2e       | Moins de 56 kg |
| 1984  | Championnats panaméricains | Mexico       | 1re      | Moins de 61 kg |
| 1984  | Championnats du monde      | Vienne       | 1re      | Moins de 61 kg |
| 1986  | Championnats panaméricains | Salinas      | 1re      | Moins de 61 kg |
| 1987  | Championnats panaméricains | Indianapolis | 2e       | Moins de 61 kg |